# 中塁令
中塁令（ちゅうるいれい）は、古代中国の紀元前3世紀から紀元1世紀まで、前漢時代にあった官職である。旧字で中壘令。首都の警備にかかわる。

## 解説
前漢初期の制度は秦のものを受け継いでいるので、中塁令も秦代にあった可能性が高い
前漢の中塁令には次官として中塁丞がつき、また2人の中塁尉もいた。中塁は、首都長安城内の兵士駐屯地であろう。
中尉の配下にあり、太初元年（紀元前104年）に武帝が中尉を執金吾と改称しても引き続きその下にあった。武帝の時代（紀元前141年 - 紀元前87年）に別に中塁校尉が置かれたが、それと中塁令の職務分担がどうなっていたかはわからない。
後漢では省かれた。